# Friedenspark (Köln)
Friedenspark ist der Name eines seit 1914 bestehenden Stadtparks in der Kölner Neustadt-Süd.

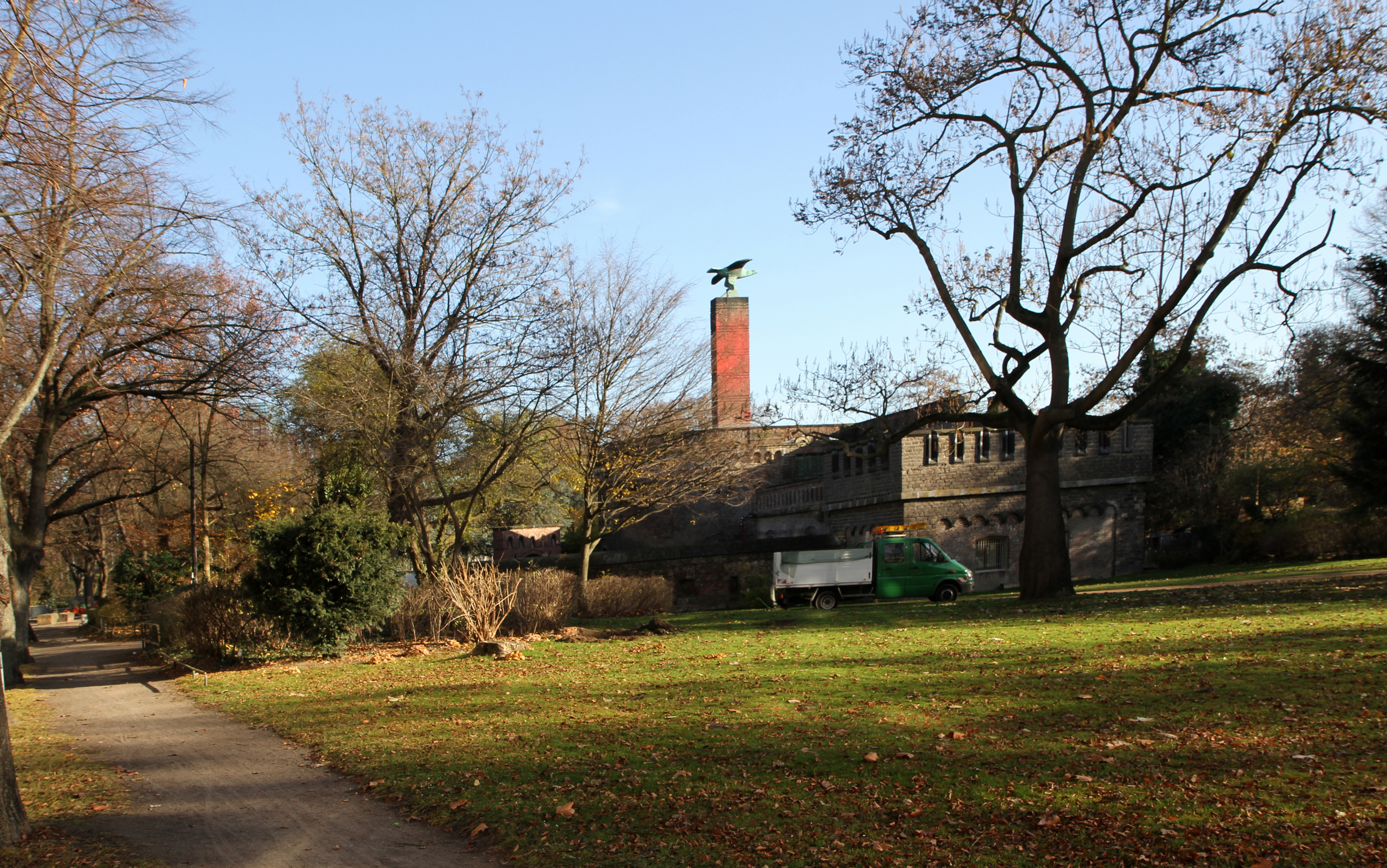
Friedenspark – Blick auf Fort I und Monument (November 2011)

## Entstehungsgeschichte

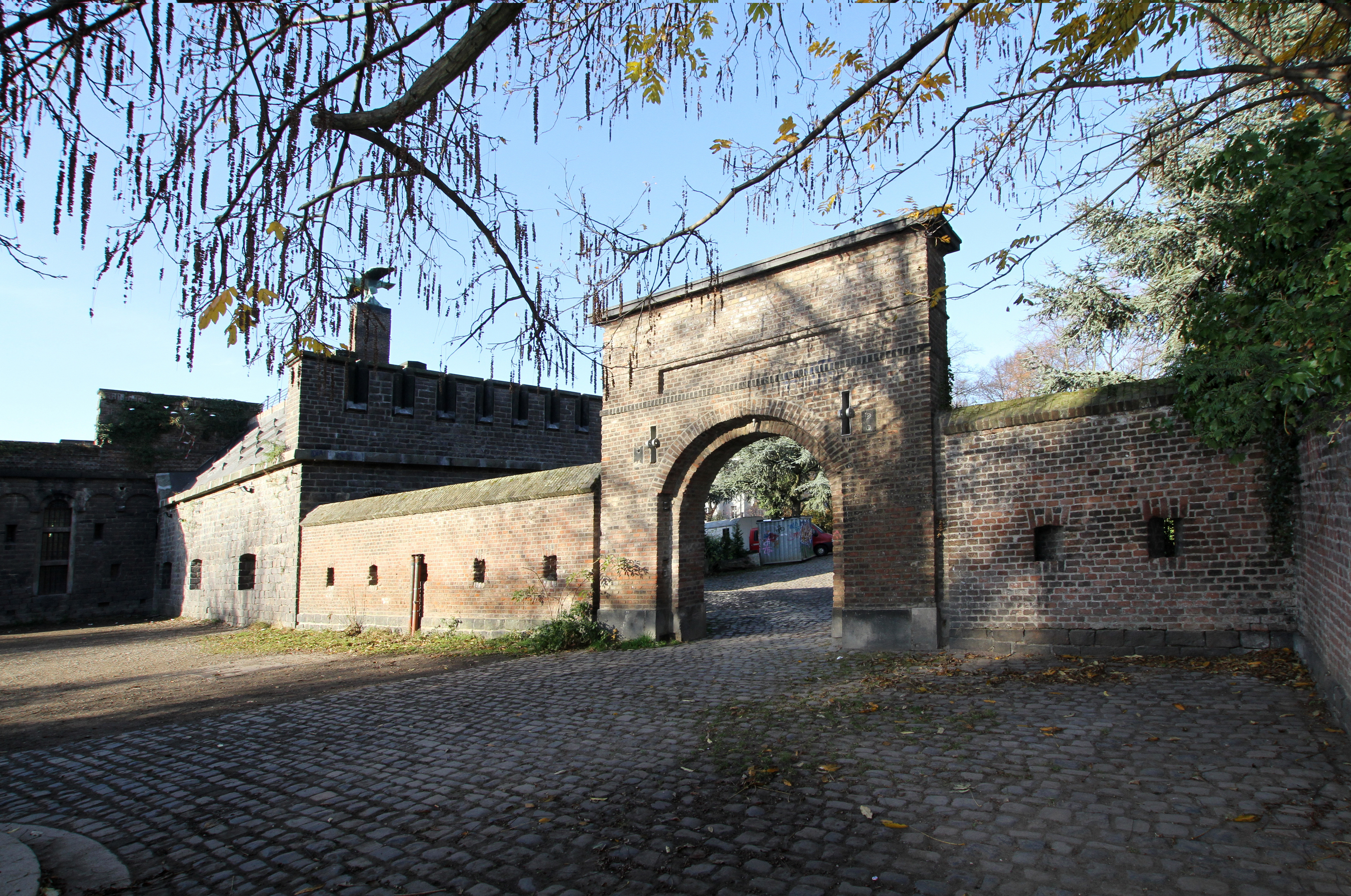
Friedenspark – Fort I von Süden (November 2011)

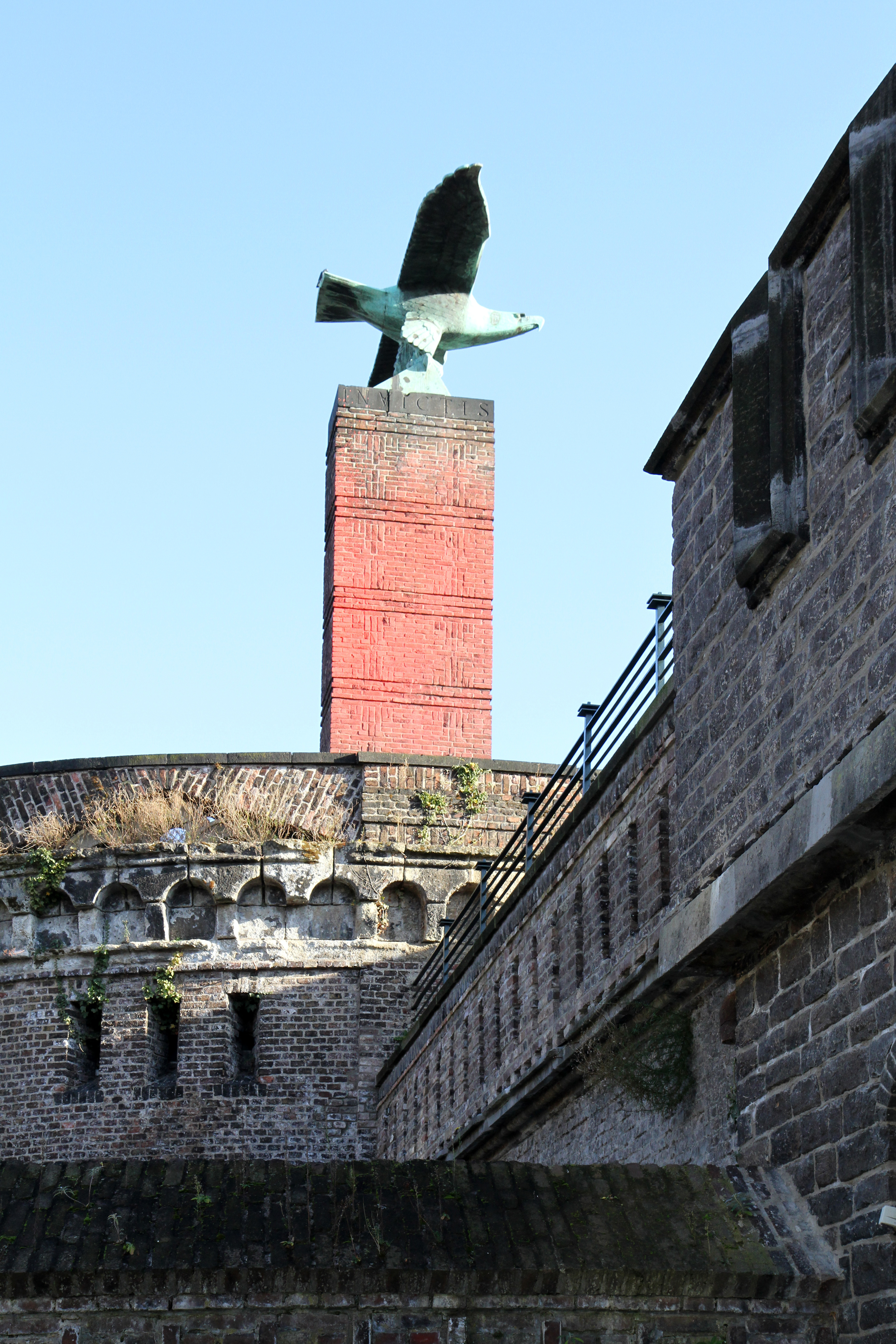
Friedenspark – Monument (November 2011)

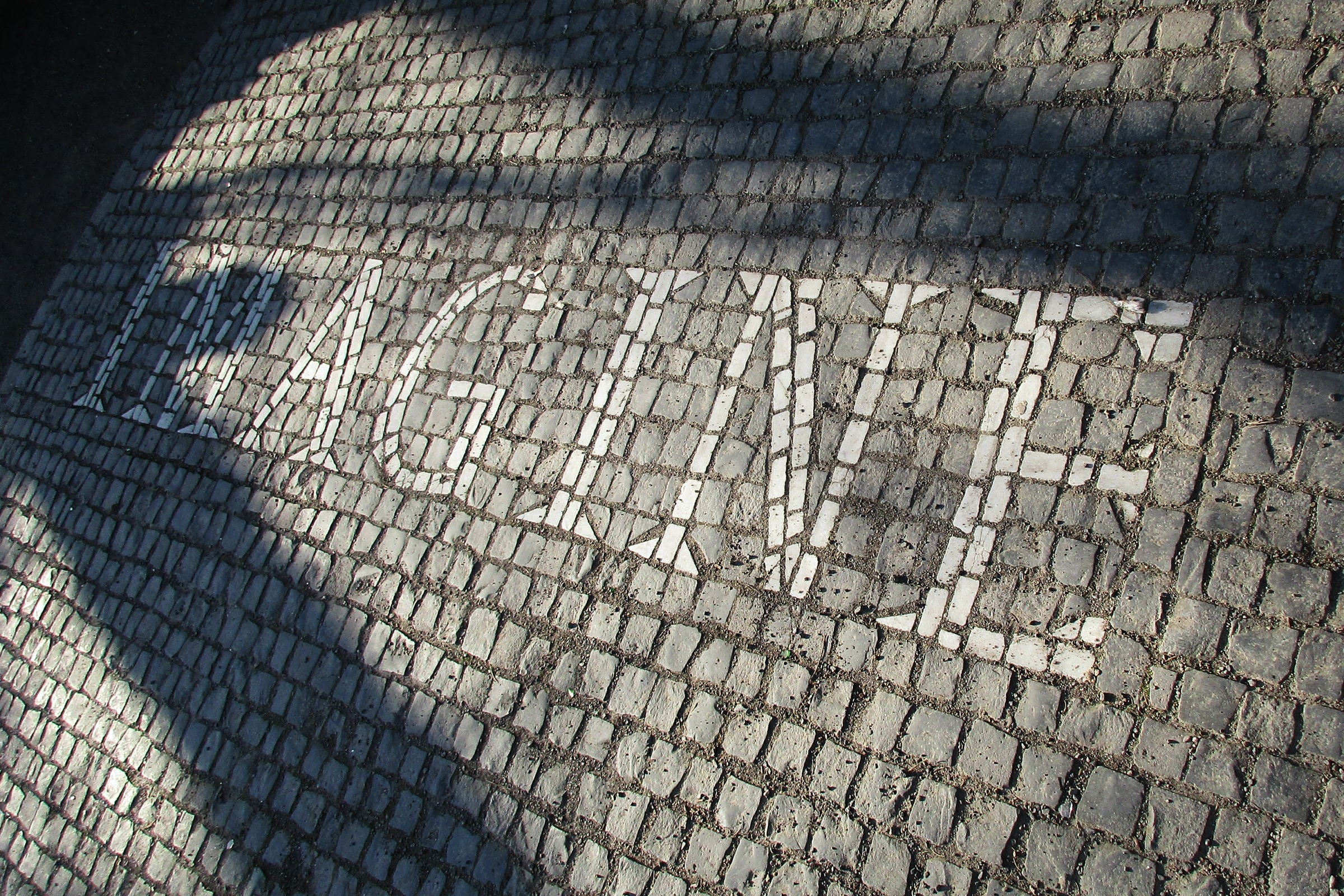
Schriftzug „Imagine“ an dem der Hymne von John Lennon gewidmeten Denkmal im Friedenspark (2022).

Die Stadt beschloss am 19. März 1914 die Anlage eines Parks um das Fort I nach dem Plan des städtischen Gartendirektors Fritz Encke. Es handelte sich um die erste Kölner Parkanlage an einem Festungswall, der so genannten „Rheinschanze“. Der Park blieb zunächst namenlos, als er noch im Jahre 1914 auf dem Gelände des alten Fort I entstand. Encke band die alten Festungsmauern und Gräben in sein Parkkonzept ein, wodurch das heutige Erscheinungsbild des Parks von überwuchertem Mauerwerk geprägt ist.
Der 4,5 Hektar große Park erhielt 1927 ein von Otto Scheib gebautes Monument mit einer Adler-Plastik von Georg Grasegger für die im Ersten Weltkrieg gefallenen Soldaten („Den Helden von 1914-1918“). Scheib gab dem Denkmal den Namen Numero oppressis mente invictis (der Vielzahl unterlegen, im Geiste unbesiegt). Das 15 Meter hohe Monument mit dem Kriegsadler aus Kanonen des Ersten Weltkriegs wurde am 3. Juli 1927 unter der Schirmherrschaft des Reichspräsidenten Paul von Hindenburg eingeweiht. Zum Monument, an dem mehrere Bronzetafeln angebracht sind, führt ein Treppenaufgang. Zur gleichen Zeit bekam der Park den Namen Hindenburgpark. Die Pergola bildet einen räumlichen Abschluss des Rosengartens zum Rheinufer hin, der Senkgarten (ein erniedrigter Staudengarten mit einem Brunnen im Mittelpunkt) besitzt durch Hecken eingefasste Kojen, die zum Lesen einladen. Im Jahre 1985 wurde er in Friedenspark umbenannt.

## Nutzung
Nach dem Einzug der Universität zu Köln am 12. Juni 1919 in die benachbarte Claudiusstraße 1 nutzte die Uni das alte Fort I mit 600 m² Innenfläche bis zu ihrem Umzug am 1. Oktober 1934 als Mensa. Zwischen 1939 und 1945 diente es als Flugabwehrstellung, die auf dem Dach des Reduits installiert war. In der Nachkriegszeit war hier die Außenstelle des Kölner Finanzamtes untergebracht. Seit 1971 nutzte das städtische Gartenamt einen Teil des Forts, seit 1978 ist hierin der „Bauspielplatz Friedenspark“, ein offenes Kinder- und Jugendzentrum, untergebracht. Träger ist die Jugendzentren Köln gGmbH. Bis an das Ehrenmal grenzt das weitläufige Außengelände des „Bauspielplatz Friedenspark“. Hier entstand direkt bei der Südbrücke ein Kletterparadies, das mit etwa 30 Kletterrouten in den Schwierigkeitsgraden 5–9 eine beliebte Outdoor-Klettermöglichkeit in der Altstadt-Süd darstellt.
Im Jahr 2002 wurde eine kleine Straße im Friedenspark nach Hans Abraham Ochs benannt. Der achtjährige Schüler war hier 1936 von Mitgliedern der Hitlerjugend als „Halbjude“ angepöbelt und zusammengeschlagen worden und starb wenig später an den Folgen. 2012 wurde ein kleines, aus Basaltsteinen im Boden verlegtes Denkmal für die Friedenshymne Imagine von John Lennon eingeweiht.

## Lage
Der  Friedenspark liegt zwischen Alteburger Straße und Oberländer Wall und grenzt im Süden an die Auffahrt zur Südbrücke. Zugänglich ist er von Agrippina-Ufer, Oberländer Wall und Alteburger Straße und ist ein Teil des Kölner Grüngürtels. Weiter nördlich, jenseits der Titusstraße, liegt der Römerpark.

## Würdigung
„Was sich meinen Augen darbot, war geradezu bezaubernd schön. Ein Meisterwerk des Herrn Gartendirektor Encke: Forts I, umgearbeitet in einen Stauden- und Rosengarten! Hindenburg-Park hat man diese Anlage genannt. Das ehemalige Forts ist heute eine Hauptsehenswürdigkeit von Köln geworden. Um diese Anlage kann man aber auch die Stadt Köln beneiden. Einem Teil unserer Gartengestalter und Landschaftsgärtner aber kann nur angeraten werden, sich diese Anlage einmal genau anzusehen. Die Bepflanzung ist in jeder Weise mustergültig, das Pflanzenmaterial ist meisterhaft gehandhabt worden. Hier sehen wir eine Felsenmauer, wie sie sein soll. Diese Arbeit spricht für sich, so etwas hebt unsern ganzen Beruf und wirbt ganz von selbst neue Freunde für unsere Gartenausschmückungen.“ (Hermann Zörnitz, Mai 1921)

## Trivia
- Heinrich Böll, geboren in der nahegelegenen Teutoburger Straße 26, spielte in dem Park als Kind, „auf dem Bordstein sitzend, mit den Füßen in der Gosse, noch zu klein, um Hüpfen zu spielen, doch groß genug, um Ball zu spielen“.[5] Im Friedenspark gibt es Hinweise auf Bölls Roman „Billard um halb zehn“.
- Das Kriegsmonument hatte die Bläck Fööss zum Lied Ungerm Adler (LP Zweierlei Fööss; 1986) inspiriert. Hierin erinnern sie daran, wofür der Adler im Wortsinne steht – dass es nie wieder Krieg gebe.